# Мурова машина
У теорији израчунљивости, Мурова машина је коначан аутомат чије тренутне излазне вредности су одређене само њеним тренутним стањем. Ово је у супротности са Милијевом машином, чије су излазне вредности одређене и њеним тренутним стањем и вредностима њених улаза. Као и друге машине коначног стања, у Муровим машинама, улаз обично утиче на следеће стање. Дакле, улаз може индиректно утицати на следеће излазе, али не и на тренутни или наредни излаз. Мурова машина је добила име по Едварду Ф. Муру, који је представио концепт у раду из 1956. „Мисаони-експерименти на секвенцијалним машинама."

## Формална дефиниција
Мурова машина се може дефинисати као 6-торка (S, S0, Σ, O, δ, G) 0 која се састоји од следећи:
- Коначан скуп стања S
- Почетно стање (који се назива и почетно стање) S0 који је елемент S
- Коначан скуп који се назива улазна алфабет Σ
- Коначан скуп који се зове излазна алфабет О
- Прелазна функција δ : S × Σ → S мапирање стања и улазног алфабета у следеће стање
- Излазна функција Г : S → О мапирање сваког стања у излазни алфабет

Мурова машина се може сматрати ограниченим типом претварача коначног стања. 